# نظائر الديدان الأسطوانية
نظائر الديدان الأسطوانية (الاسم العلمي: Nematoida) هي أصنوفة حيوانية عليا من الحيوانات تتبع أصنوفة الإنطوائيات.

## الوصف
تشترك الديدان من النظائر الأسطوانية بأنّ لها جسماً نحيلاً طويلاً تغطّيه طبقة من الكولاجين، بالإضافة إلى عضلات طولية تفصلها الأعصاب عن المسام الجلدية. وتفتقر هذه الديان لأي عضلات حلقية (تحيطُ بجسمها مثل الحلقة)، ولهذا السبب فإنّها عاجزة عن الإتيان بالحركة التي تُميّز باقي أبناء جنسها. وبدلاً من ذلك تتحرك نظائر الديدان الأسطوانية بتمويج جسمها للأمام، حيث أن رتبة الديدان الشعرية تتحرك جانبياً من اليمين إلى اليسار، بينما الديدان الأسطوانية تتحرك بتمويج رأسها وذيلها من الأعلى إلى الأسفل. فضلاً عن ذلك، تفتقرُ هذه الديدان إلى أعضاء الإخراج البدائية. وتمتازُ أمشاجها الذكورية (السبيرماتوزون) بحركة أميبية وبانعدام الأجسام القمية فيها.

## التصنيف
- الديدان الأسطوانية